# Sohodol, Brașov
Sohodol este un sat în comuna Bran din județul Brașov, Transilvania, România.

## Personalități
- Ioan Pușcariu (1824, Sohodolul Branului - 1911), istoric, scriitor, membru titular al Academiei Române.
- Ilarion Pușcariu (1842 - 1922), pedagog, istoric, membru de onoare al Academiei Române.
- Iacob Flucuș (n.1883 - ?), deputat în Marea Adunare Națională de la Alba Iulia 1918